# Kwiat życia i pokoju w Gdańsku
Kwiat życia i pokoju – replika rzeźby Mariusza Kulpy w Gdańsku, upamiętniająca atak atomowy na Nagasaki w 1945 r.
9 sierpnia 1988 w Parku Pokoju w Nagasaki odsłonięto rzeźbę Mariusza Kulpy Kwiat życia i pokoju, upamiętniającą ofiary amerykańskiej bomby atomowej, zrzuconej na to miasto 43 lata wcześniej. Między ulicami Szeroką i Św. Ducha w Gdańsku znajduje się replika rzeźby.